# Matej Tomc
Matej Tomc (tudi Matija Tomc), slovenski podobar in rezbar, * 10. september 1814, Šujica, † 30. maj 1885, Šentvid pri Ljubljani.
Tomc je bil podobar in eden najboljših slovenskih rezbarskih oblikovalcev 19. stoletja. Izučil se je pri Janezu Groharju iz Železnikov. Delavnico je imel v Šentvidu pri Ljubljani. Oblikoval je v lesu in kamnu. Z oltarji je opremil več cerkva. Večkrat je sodeloval z velikim slovenskim slikarjem Janezom Wolfom.

## Pregled Tomčevih del
- Braslovče, oltar Žalostne Marije (1852)
- Raka, občina Krško, cerkev sv. Lovrenca, glavni oltar (1867)
- Dravlje, občina Ljubljana, cerkev sv. Roka, glavni oltar
- Zapoge, cerkev sv. Nikolaja, glavni oltar

## Zumanje povezave
- Baloh Vera. »Tomc Matej«. Slovenski biografski leksikon. Ljubljana: ZRC SAZU, 2013 – prek Slovenska biografija.

1. 1 2  Benezit Dictionary of Artists — OUP, 2006. — ISBN 978-0-19-977378-7